# Whitney Stevens

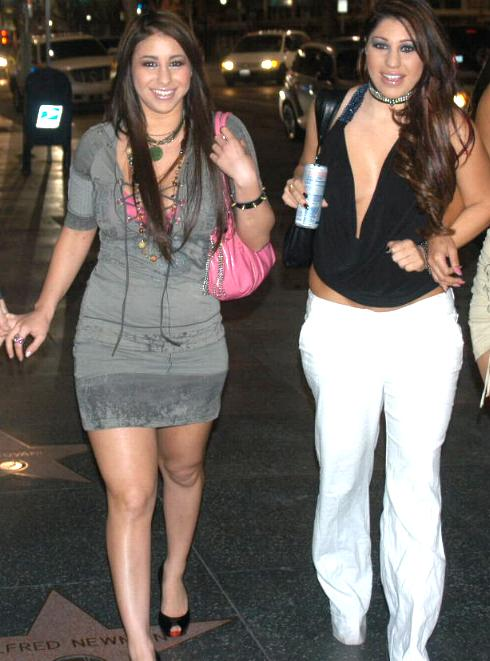
Whitney y Britney Stevens.

Whitney Stevens (Panamá; 25 de agosto de 1987) es una actriz pornográfica panameña-estadounidense.
Nacida en Panamá, se inició en el cine porno a los 18 años. Hizo más de dos docenas de películas porno antes de su décimo noveno cumpleaños. Whitney es la hermana más joven de la estrella porno, Britney Stevens. En julio de 2006 realizaron su primera escena juntas. Desde entonces, ellas han filmado ocho escenas pero jamás han tenido sexo entre sí. Whitney ha aparecido en más de 300 escenas. En una entrevista con Bang Bros, confiesa que "ama sus pechos naturales de talla 36DD, y que, en su tiempo libre, frecuenta el gimnasio y el cine".

## Premios
- 2007 Premios AVN, nominada.

## Filmografía
- 110 % Natural 11
- Ass Addiction 2
- Barely 18 36
- Big Titty Christmas
- Big White Wet Sticky Tits
- Bring 'Um Young 24
- Control 4
- Cum On My Stockings 2
- Double Decker Sandwich 10
- Hellcats 12
- Jack's Pov 5
- Juggernauts 6
- Lewd Conduct 29
- Mayhem Explosions 6
- Mouth To Mouth 9
- Naked Aces
- Nice Rack 14
- Nice Rack 15
- Sexy Natural Big Tits Lingerie Party
- Spring Chickens 17
- Sweet Cheeks 9
- Teenage Anal Princess 6
- Tits Ahoy 5
- Meet The Twins 14